# Platypalpus spatiosus
Platypalpus spatiosus är en tvåvingeart som först beskrevs av Collin 1928.  Platypalpus spatiosus ingår i släktet Platypalpus och familjen puckeldansflugor. Inga underarter finns listade i Catalogue of Life.